# Le Tournant
Pour la comédie de Françoise Dorin, voir Le Tournant (pièce de théâtre).
Pour plus de détails, voir Fiche technique et Distribution.
Le Tournant (The Turn in the Road) est un film américain écrit et réalisé par King Vidor, sorti en 1919.

## Synopsis
« J'avais toujours désiré utiliser l'écran cinématographique pour exprimer l'espérance et la foi, faire des films qui présenteraient des idées positives et une forme d'idéal plutôt que des thèmes négatifs. Chaque fois que je me suis écarté de cette résolution, je n'en ai eu que du regret. [...] j'imaginai donc l'histoire d'un jeune homme terrassé par une tragédie personnelle, hésitant sur la voir à suivre, se demandant « Qu'est-ce que la vérité ? ».
Très amoureux de sa femme, il attendrait avec elle l'heureuse arrivée de leur premier-né. Mais la tragédie les frapperait lorsque la jeune femme paierait de sa vie la naissance de l'enfant. Le mari désorienté, incapable d'accepter le destin qui avait détruit son ménage, se plongerait dans le monde, en quête d'une réponse aux doutes qui le tourmentaient.
Le lendemain à l'heure du petit déjeuner l'histoire était terminée. Je l'intitulai « Le Tournant ». »

— King Vidor, La Grande Parade

## Fiche technique
- Titre original : The Turn in the Road
- Titre français : Le Tournant
- Réalisation : King Vidor
- Scénario : King Vidor
- Photographie : William H. Thornley
- Société de production : Brentwood Film Corporation
- Société de distribution : Robertson-Cole Company
- Pays de production :  États-Unis
- Langue : Anglais
- Format : Noir et blanc - 35 mm - 1,33:1 - Muet
- Genre : Drame
- Durée : 50 minutes (5 bobines)
- Date de sortie :
  - États-Unis : 24 mars 1919

## Distribution
- Helen Jerome Eddy : June Barker
- Lloyd Hughes : Paul Perry
- George Nichols : Hamilton Perry
- Ben Alexander : Bob
- Winter Hall : Révérend Matthew Barker
- Pauline Curley : Evelyn Barker

## Autour du film
- C'est le premier long métrage de King Vidor.
- Dans son autobiographie[1], King Vidor raconte qu'il trouva le financement auprès d'un groupe de dentistes et de médecins, et que la société de production prit le nom du club de golf de ces médecins, et s'appela donc « Brentwood Film Corporation. »